# Valle Anzasca
Koordinaten: 46° 4′ 0″ N, 8° 7′ 0″ O

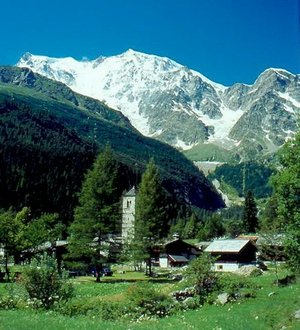
Macugnaga am Talende des Valle Anzasca

Das Valle Anzasca, deutsch auch Anzascatal, walliserdeutsch Vischpertal, ist ein Seitental des Val d’Ossola, von dem das Valle Anzasca bei Piedimulera nach Westen abzweigt. Es liegt in der italienischen Provinz Verbano-Cusio-Ossola in der Region Piemont. Durchflossen wird das von West nach Ost laufende Tal von der Anza, die in den Toce mündet.
Am Ende der etwas über 30 Kilometer langen Straße durch das Tal liegt Macugnaga, das an der Ostseite des Monte Rosa bis auf eine Höhe von 1327 m s.l.m. reicht. Das Tal ist im unteren Bereich sehr eng, öffnet sich nach oben hin immer weiter. Die Walser, die über den Monte-Moro-Pass aus dem Saastal in dieses Tal gelangten, haben im Tal einige Zeugnisse hinterlassen und beispielsweise den historischen Ortskern von Macugnaga weitgehend geprägt.